# Hilara algira
Hilara algira är en tvåvingeart som beskrevs av Macquart 1838. Hilara algira ingår i släktet Hilara och familjen dansflugor. Inga underarter finns listade i Catalogue of Life.